# Otto Blehr
Otto Albert Blehr (Stange, 1847 – Oslo, 1927) è stato un politico norvegese.
Fu primo ministro della Norvegia dal 1902 al 1903 e dal 1921 al 1923.